# 土肥間平
土肥 間平（どひ かんぺい、1893年9月16日 - 1968年10月16日）は、日本の慶尚北道道会議員、朝鮮総督府慶尚北道道庁官吏。

## 経歴
本籍福井県吉野村猪谷。土肥長左衛門の三男として現福井県永平寺町に生れ、朝鮮慶尚北道の道庁勤務（官吏）。慶尚北道道会議員。戦後、帰国して吉野村森林組合長、農地委員土地改良事業に尽力。家族に土肥長左衛門や土肥サキ（菅原）らがいる。また、御家人の土肥家の支流である。姪に菅原靜と夫、岡部進之丞らがいる。福井県の名士である。